# René Voisin
René Louis Gabriel Voisin (Angers, 1883. november 19. – Boston, 1952.) francia trombitás.

## Pályafutása
1928-tól haláláig, 1952-ig tagja volt a Boston Symphony Orchestra-nak. Apja és egyben tanára volt Roger Voisin-nek, a trombitásnak és pedagógusnak, aki később a Boston Symphony Orchestra első trombitása volt.
Voisin a párizsi Conservatoire-on előbb a kornett tanszakon végezte tanulmányait, ahol 1925 előtt Alexandre Sylvian Petit (1864–1925), azt követően pedig Eugène Foveau (1886–1957) voltak a tanárai. Később a Conservatoire trombitatanszakán Pierre Vignal (1879-1943) volt a mestere. Míg a francia fővárosban élt, szabadúszó zenészként dolgozott. 1920 és 1928 között az Orchestre de la Société des Concerts du Conservatoire-ban is játszott. Szerepet kapott Stravinsky  Tavaszi áldozat című művének bemutatóján. Ekkor kötött barátságot Szergej Koussévitzky karmesterrel. Koussévitzky később Pierre Monteux-t váltotta a Boston Symphony Orchestra zenei igazgatói posztján. Voisin 1928-ban – Koussévitzky kérésére – települt át az Egyesült Államokba, és lett a Boston Symphony negyedik trombitása.